# Distoleon infectus
Distoleon infectus is een insect uit de familie van de mierenleeuwen (Myrmeleontidae), die tot de orde netvleugeligen (Neuroptera) behoort. 
Distoleon infectus is voor het eerst wetenschappelijk beschreven door Navás in 1916.